# Dicyemennea ryukyuense
Dicyemennea ryukyuense är en djurart som tillhör fylumet rhombozoer, och som beskrevs av Furuya 2006. Dicyemennea ryukyuense ingår i släktet Dicyemennea och familjen Dicyemidae. Inga underarter finns listade i Catalogue of Life.